# Masters School
The Masters School (розмовна назва Мастерс) - приватна загальноосвітня школа-пансіонат та денна підготовча школа до університету, розташована в Доббс Феррі,  штат Нью-Йорк.  Його  кампус розташований на площі 96-акрів (390 000 м2) на  північ від Нью-Йорк в долині Гудзона в Вестчестер Каунті.  Школа була заснована як приватна школа для дівчат у 1877 році Елізою Бейлі Мастерс, а в 1996 році вперше прийняла хлопців.

## Історія

### Рання історія

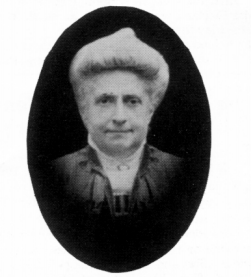
Еліза Б. Мастерс, засновниця та тезка школи.

Школа була заснована в 1877 році Елізою Бейлі Мастерс як «Школа-пансіон і денна школа для дівчат і дітей міс Мастерс». Еліза Мастерс, відома своїм учням як «Міс Ліззі» народилася в 1845 році в побожній методистській родині. Ніколи не була одружена, вона під впливом втрати свого брата, вчителя Джеремайї Вілбура Мастерса, який помер від черевного тифу, заснувала школу. Після смерті батька в 1874 році Еліза Мастерс заснувала школу в Уайлд-хаусі, який також називався Кірк-Нолл, неподалік від теперішнього місця розташування школи. Джеймс Дженнінгс Маккомб, бавовняний магнат і філантроп, переїхав до Доббс Феррі у 1880-х роках, щоб бути ближче до своїх дітей. Він придбав у доктора Райдера ділянку площею 23 акра неподалік від Уайльд-хаусу і побудував на ній особняк, названий Естервуд на честь своєї другої дружини Естер Вуд. (Будівництво особняка було завершено в 1891 році.) На той час школа, кількість учнів якої зростала, розглядала можливість переїзду до Ірвінгтона, в маєток Сайрус Вест Філд. МакКомб переконав Елізу Мастерс залишитися в Доббс Феррі, придбавши 11 акрів на південь від Естервуда, побудувавши на них Перший і Другий будинки в 1883 році і здавши їх в оренду школі за номінальну орендну плату. Викладачі та 75 студентів школи переїхали до маєтку Маккомба восени 1883 року. У 1888 році Маккомб побудував Третій будинок, який став шкільним корпусом з актовою залою, класами, спортзалом, студією та лабораторією. Четвертий будинок, присвячений вивченню вітчизняної науки, був побудований у 1891 році. Після смерті Маккомба у 1901 році Еліза Мастерс придбала його маєток за суму, еквівалентну 12 мільйонам доларів.
Після смерті Елізи Мастерс у 1921 році її сестра, Сара Вілбур Мастерс, стала наступницею на посаді директорки, працюючи разом з Мері Комсток Стронг. Школа була зареєстрована в 1911 році, а Мастерс-холл, спроектований Ральфом Адамсом Крамом, був завершений у 1921 році. Багато шкільних клубів, включаючи Місіонерське товариство (сьогодні відоме як MISH), Атлетична асоціація Доббса, Хоровий клуб і Фенікс (шкільне акторське товариство), виникли на початку 20-го століття.
У школі викладали англійську, французьку, латину, музику, мистецтво, Біблію, моральну філософію, астрономію, ботаніку, математику, побутову науку та етикет. Хоча школа була світською, «Мастерс» мала релігійний відтінок; у ній навчалися виключно студентки.
У старшій школі існувала низка незвичних правил, які відтоді були вилучені зі шкільного довідника. Одне з найвідоміших правил полягало в тому, що студенти повинні були їсти банани ножами та виделками. В одному зі свідчень навіть йдеться про те, що дівчата повинні були щотижня подавати щоденники своїх випорожнень, але їхні записи були переважно вигаданими. Пуританська ідеологія школи також простежується в старих шкільних правилах. Згідно зі спогадами Еймі МакРей про її короткий час перебування в школі, міс Мастерс вимагала дистанції між чоловіками в місті: «Ніколи не сідайте на один диван з чоловіком, між вами сидить диявол».

### Останні роки
У 1996 році, через недостатній набір, школа стала спільною, вперше відкрившись для студентів-чоловіків.

## Студентський колектив
У The Masters School навчається понад 670 учнів 5-12 класів. Школа є спільним навчальним закладом. Станом на лютий 2020 року студенти Masters School походять з 20 штатів та понад 30 країн світу. Крім того, до вісімдесяти студентів є іноземцями.

## Професорсько-викладацький склад
Понад 70% викладачів мають наукові ступені. Середній розмір класу - 14 студентів.

## Кампус
Лісистий кампус школи площею 96 акрів розташований на вершині пагорба в Доббс Феррі, історичному селі з похилим географічним розташуванням і набережною на річці Гудзон. П'ять хвилин ходьби від кампусу приводять студентів до центру міста, а поїздка потягом до Нью-Йорку займає від 35 до 50 хвилин.

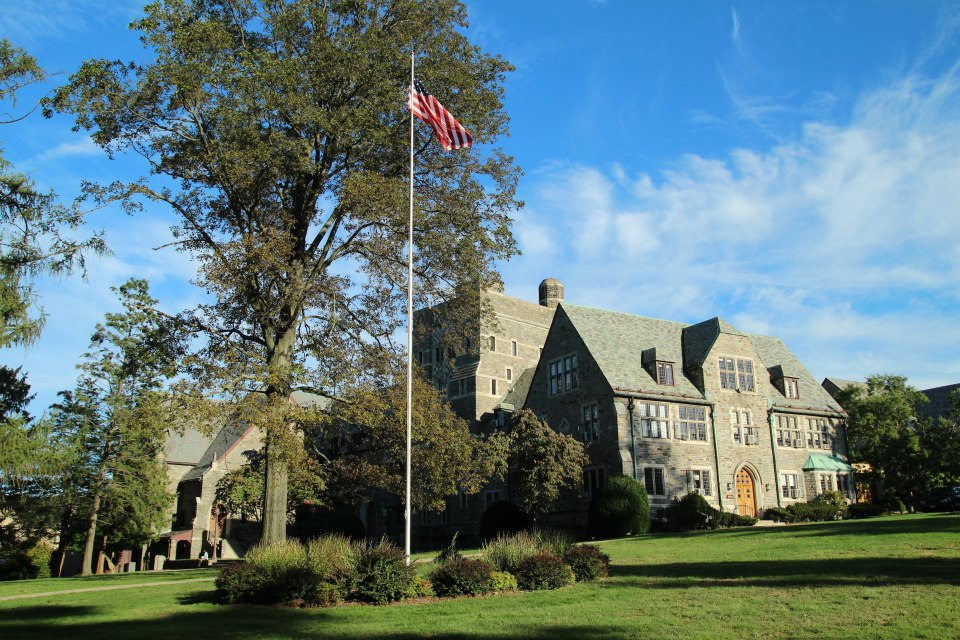
Masters Hall, головна будівля кампусу

Розташовані в центрі кампусу, два гуртожитки для хлопців і три гуртожитки для дівчат вміщують понад 150 студентів старших класів. Обидва гуртожитки мають відкриті майданчики з грилями для використання в теплу пору року, а також телефони, бездротовий доступ до Інтернету, пральні машини та сушарки. У загальних кімнатах гуртожитків є телевізор і сучасна кухня.
Кампус включає Естервуд, особняк кінця 19-го століття, який є єдиною будівлею в стилі  шато у окрзі Вестчестер. Він та його каретний двір занесені до Національного реєстру історичних пам'яток. У квартирах на верхніх поверхах розміщені викладачі, а перший поверх і територія пропонують унікальну обстановку для шкільних вечірок і програм. В Естервуді виступають студентські камерні ансамблі, а студенти-драматики щороку ставлять одноактні п'єси в одній з кімнат особняка.

### Приміщення
- «Masters Hall», що датується 1921 роком, є академічним центром Школи. Він був відремонтований у 1972 році після пожежі і ще раз у 2005 році. Будівля містить 30 000-томну Піттсбурзьку бібліотеку та читальний зал Макнайт; академічні аудиторії старшої школи з столом Харкнесса та стельовими проекторами; цифрову медіа-лабораторію, лінгафонний кабінет, лекційний зал, комп'ютерну лінгафонну лабораторію, а також адміністративні та викладацькі кабінети.
- «Morris Hall» - це науково-технічний центр школи. У будівлі розміщені кабінети з столами Харкнесса та повністю обладнані наукові лабораторії для викладання біології, фізики, екології, хімії, а також односеместрові семінарські курси, такі як криміналістика; кабінети викладачів; спеціальна лабораторія для самостійних досліджень; і дві спеціальні лабораторії для середньої школи.
- Будівля середньої школи була відкрита в січні 2005 року. У ній розміщено п'ятнадцять класних кімнат, зал Дока Вілсона, загальні приміщення на кожному поверсі для неформальних зустрічей і спілкування, художній клас і камін, а також музична кімната з клавішними інструментами.
- Їдальня Камерона А. Манна - шкільна їдальня.
- Театр Клаудії Бетчер - театр на 450 місць, з'єднаний з Майстер-холом. Це також місце збору учнів школи, де 10, 11 і 12 класи та деякі учні 9 класу збираються на ранкові збори, в той час як першокурсники спостерігають за ними в прямому ефірі.
- Strayer Hall містить одну з гімнастичних залів школи, тренажерний зал, музичний центр та танцювальну студію.
- The Art Studio двоповерхова художня студія, що прилягає до театру. Лабораторія цифрових медіа та фотолабораторія розташовані з іншого боку будівлі. Вона з'єднана з Masters Hall.
- «Центр легкої атлетики та мистецтв імені Морін Фонсеки», який часто називають «FC», названий на честь колишнього керівника школи доктора Морін Фонсеки, і був відкритий восени 2015 року. Тут є стадіон на 75 000 глядачів, а також спортивна лабораторія. 75,000  футів2 будівля з фехтувальним салоном, шестисмуговим басейном, що відповідає вимогам NYSAIS, чотирма кортами для сквошу, трисмуговим критим треком, гімнастичним залом з баскетбольним майданчиком, двома тренувальними баскетбольними майданчиками і двома волейбольними майданчиками, кардіозал, тренажерний зал з джакузі для кондиціонування і терапії, два комплекти роздягалень, художня галерея, експериментальний театр і прилегла до нього зелена кімната, концертний зал, дві танцювальні студії, фото- і відеостудія, лабораторія медіа-мистецтв, різні репетиційні простори для артистів і кафе «Davis».

## Спорт
Школа пропонує наступні види спорту кожного сезону:
| Осінь - Крос-кантрі - Футбол - Хокей на траві - Волейбол - Теніс | Зима - Баскетбол - Фехтування (шпага, рапіра та шабля) - Легка атлетика в приміщенні - Сквош - Плавання | Весна - Лакросс - Бейсбол - Софтбол - Теніс - Гольф - Легка атлетика |

## Викладачі та навчальна програма
Мінімальне навчальне навантаження щороку включає п'ять основних курсів. Вимоги до випускників включають чотири роки англійської мови, три роки іншої іноземної мови, три роки математики (щонайменше на рівні початкового обчислення), три роки природничих наук, три роки історії (включаючи історію США), релігію (семестровий основний курс), семінар у 9-му класі, ораторське мистецтво в 11-му класі, 1,5 роки (3 семестри) сценічного або образотворчого мистецтва, три сезони командного виду спорту та фізкультуру (згідно з вимогами Ради з питань освіти штату Нью-Йорк).
Школа пропонує поглиблене вивчення природничих наук, математики та мов. Курси поглибленого вивчення пропонуються на всіх академічних факультетах.
Майже всі заняття в Мастерс побудовані за методом Harkness, методом навчання, заснованим на дискусіях, який заохочує активну участь у навчанні та допомагає студентам розвивати навички аудіювання та говоріння. Для полегшення цього методу всі аудиторії обладнані великими овальними столами Харкнесса. Всі столи мають вбудовані в них висувні панелі для проведення іспитів.
«Вежа» - це відзначена нагородами студентська газета The Masters School. Вона публікується приблизно сім разів на рік у друкованому вигляді, а також в Інтернеті, включаючи один щорічний сатиричний випуск, відомий як Правда. Найвизначніші досягнення видання включають перше місце серед середніх шкіл на весняній конференції Асоціації преси Нью-Йорка 2023 року (в тому числі в номінаціях «Найкраща газета середньої школи» і «Найкращий сайт новин середньої школи»), а також кілька срібних корон і золотих медалей Асоціації шкільної преси Колумбії, різні індивідуальні та колективні нагороди від Національної асоціації шкільної преси. Їхні студенти тричі отримували звання «Журналіст року штату Нью-Йорк».

## Визначні програми

Доббс 16 змагається на Національному чемпіонаті середніх шкіл а капела в Аллендейл, Нью-Джерсі

### Театр
The Masters Department of Performing Arts (DoPA) щороку ставить кілька вистав, в яких беруть участь 20% старшокласників: одна або дві п'єси восени; експериментальна п'єса, повний мюзикл і музичне шоу взимку; одноактні п'єси, написані студентами, а також постановка Шекспіра на відкритому повітрі навесні. Театральний рік починається з «Поліглота», студентського шоу талантів, де всі виконавці та ведучі можуть виступати будь-якою мовою, окрім англійської, і закінчується «Фестивалем нових творів», де студенти з драматургічного класу дивляться свої 10-хвилинні п'єси у виконанні класів акторської майстерності. Мастерс є членом Міжнародного театрального товариства (International Thespian Society, відділ 11265).

### Музика
Музична програма пропонує класи та приватні уроки протягом навчального дня, одним з найпопулярніших є шкільний хор, відомий як Glee Club. Невеликі групи Aкапелла також популярні. Студенти можуть брати участь у будь-якій з трьох груп: The Naturals - чоловіча група; Dohters - жіноча; і Dobbs 16 - група, що складається з дівчат. Доббс 16 вигравав конкурси, включаючи Північно-Східний регіон Національного чемпіонату акапельного співу середніх шкіл 2005 року. Навесні 2008 року гурт гастролював у Китаї, а восени 2009 року взяв участь у Шоу Тайри Бенкс' Серед інструментальних та вокальних колективів є оркестр громади та джазовий ансамбль, а також гурти та комбо, які пропонують можливості для музичного самовираження.

### Танці
Танцювальна програма пропонує заняття протягом дня та три танцювальні колективи, до яких можна потрапити лише після прослуховування. Muse та Urban Connection виконують сучасний/балет та хіп-хоп відповідно. У школі також є танцювальні клуби, що працюють за прослуховуванням, зокрема K-Pop Cover Dance Club (KODE). Танцювальний колектив Магістерської школи виступає двічі на рік.

### Центр інновацій та підприємництва ( IEC)
IEC (як його часто називають) пропонує чотирирічну інтегровану програму з інженерії/комп'ютерних наук, що складається з Вступу до інженерного проектування, Принципів інженерії, Принципів комп'ютерних наук AP та Додатків комп'ютерних наук AP. Ці програми дають студентам можливість отримати кредит коледжу від PLTW/Рочестерський технологічний інститут та The College Board. Кафедра також пропонує людинно-орієнтований дизайн та соціальне підприємництво, де студенти навчаються бізнес-навичкам з акцентом на креативний дизайн.  Програма позакласної роботи ІЕС складається з наступних курсів:
- Кубок історії
- Інженерія та робототехніка
- Математичне моделювання
- Комп'ютерні науки
- Відділ кібербезпеки

Всі програми в Zetetics високо цінуються у відповідних лігах і отримали багато нагород.

## Видатні випускники та викладачі
Шаблон:Alumni
Випускники:
- Хейзел, леді Лавері - художниця, друга дружина ірландського живописця сер Джон Лавері[15]
- Марін Алсоп - диригент
- Michele Roberts - юрист і президент «Національної асоціації баскетболістів»
- Девід Гелб - режисер
- Нельті Бланчан - науковий історик[16]
- Алекс Коффі - спортивний журналіст
- Сем Коффі - професійний футболіст
- Кара Діоґарді[17] - співачка і автор пісень
- Алекс Палл - учасник гурту The Chainsmokers
- Бетсі Готбаум - громадський захисник Нью-Йорка
- Мері Лі Джонсон Річардс - спадкоємиця Johnson & Johnson[18]
- Ненсі Кіссінджер[19] - дружина колишнього державного секретаря США Генрі Кіссінджера
- Марі-Шанталь, кронпринцеса Греції - спадкова принцеса Греції та Данії
- Сюзанна Пакстон - олімпійська чемпіонка 1996 року з фехтування на рапірах
- Сьюзен Чівер - письменниця
- Саллі Кіркланд- номінантка на премію «Оскар» і володарка «Золотого глобуса
- Вікторія Фуллер - художниця і скульптор
- Джилл Кременц - фотограф[20]
- Марі Дженні Хоу - суфражистка і феміністка[21]
- Маргарет Сторрс Ґріерсон - архівіст і професор філософії[22]
- Гелен Кіркпатрік - військовий кореспондент під час  Другої світової війни.
- Henry Williams - політичний активіст, керівник штабу президентської кампанії  Майка Грейвела 2020[23]
- Девід Окс - політичний активіст, менеджер президентської кампанії  Майка Грейвела 2020[23]
- Virginia Wright - видатний колекціонер мистецтва, філантроп на Тихоокеанському північному заході
- Елеонора Торрі Вест - захисниця природи[24] * [[Рафаель Вест - природоохоронець
- Раффаель Ено - французький письменник і кінорежисер
- Ніа ДаКоста - режисерка
- Александра Боровіц - письменниця
- Франческа Скорсезе - акторка та режисерка

Професорсько-викладацький склад:
- Грет Султан - піаністка [25]
- Гвендолін Бредлі - сопрано
- Джессіка Біверс - театральна акторка

## Сторонні посилання
- Official website
- CITYterm at the Masters School